# John McKee
Pour les articles homonymes, voir McKee.

Dernière mise à jour le 28 janvier 2019.
John McKee, né le 16 février 1957 en Nouvelle-Zélande, est un entraîneur de rugby à XV néo-zélandais. Il est le sélectionneur de l'équipe des Fidji de 2014 à 2019.

## Biographie

### Origines
John McKee a grandi à Wellington en Nouvelle-Zélande, et étudie au St Bernard's College de Lower Hutt. Il joue au niveau amateur avec le Wellington Rugby Club dans le championnat régional de Wellington, où il joue au poste de troisième ligne centre en concurrence avec le All Black Murray Mexted. Il ne parvient pas à percer au niveau provincial, et émigre en Australie à l'âge de 21 ans où il continue sa carrière de joueur à Melbourne en Dewar Shield (championnat de l'État de Victoria).

### Carrière d'entraîneur
John McKee fait ses premiers pas en tant qu’entraîneur avec le club des Melbourne Harlequins en Dewar Shield au début des années 1990. Il occupe également le rôle d’entraîneur de l'équipe représentative de l'État de Victoria.
En 1996, il devient l'entraîneur de l'Eastwood Rugby Club, qui évolue dans le Shute Shield. Avec cette équipe, il entraine des joueurs comme Matt Burke ou Daniel Manu, et remporte le championnat pour la première fois de l'histoire du club en 1999,.
En 2000, il rejoint le club français de l'AS Montferrand en Top 16 où il est l'adjoint de Tim Lane la première saison, avant d’assister Steve Nance la saison suivante,. Lors de ses deux saisons passées avec cette équipe, il est finaliste du championnat en 2001 et remporte la Coupe de la Ligue la même année.
En 2002, il entraîne pendant trois saisons la province irlandaise du Connacht en Ligue celtique, toujours comme adjoint, avant de devenir l’entraîneur des avants des Cornish Pirates en deuxième division anglaise pendant une saison.
Il retourne en Australie en 2007, où il prend la tête des Central Coast Rays où il remporte l'unique édition de l'Australian Rugby Championship,. 
Il rejoint par la suite les Pacific Islanders en 2008, en tant entraîneur adjoint du tongien Quddus Fielea dans le cadre de la tournée en Europe. En 2010, il devient consultant technique pour la sélection tongienne pendant deux ans, participant notamment à la Coupe du monde 2011. En 2013, il devient l’entraîneur assistant pour l'équipe d'Australie des moins de 20 ans, avec qui il dispute le Championnat du monde junior 2013 en France.
En 2014, il est nommé sélectionneur de l'équipe des Fidji, où il remplace Inoke Male licencié pour raisons financière. Il dirige la sélection fidjienne lors de la Coupe du monde 2015 en Angleterre, où ils se font remarquer pour la qualité de leur jeu, malgré une poule difficile (trois défaites et quatre matchs) et une élimination précoce. Il prolonge ensuite son contrat avec la fédération fidjienne jusqu'à la Coupe du monde 2019. McKee fait progresser considérablement cette équipe, notamment dans l'organisation et le jeu d'avants, et remporte la Pacific Nations Cup à quatre reprises en 2015, 2016, 2017 et 2018,.

## Palmarès d'entraîneur
- Vainqueur du Shute Shield en 1999
- Vainqueur de la Coupe de la Ligue en 2001
- Vainqueur de l'Australian Rugby Championship en 2007
- Vainqueur de la Pacific Nations Cup en 2015, 2016, 2017 et 2018
- Participation aux Coupes du monde 2015 et 2019.

### Bilan avec les Fidji
| Année | Sélection | Tournoi             | Poste         | Tournoi                           | Coupe du monde   | Classement World Rugby à la fin de l'année |
| ----- | --------- | ------------------- | ------------- | --------------------------------- | ---------------- | ------------------------------------------ |
| 2014  | Fidji     | Pacific Nations Cup | Sélectionneur | 2e de la conférence Sud-Pacifique | -                | 12e                                        |
| 2015  | Fidji     | Pacific Nations Cup | Sélectionneur | Vainqueur                         | 4e de la poule A | 11e                                        |
| 2016  | Fidji     | Pacific Nations Cup | Sélectionneur | Vainqueur                         | -                | 10e                                        |
| 2017  | Fidji     | Pacific Nations Cup | Sélectionneur | Vainqueur                         | -                | 10e                                        |
| 2018  | Fidji     | Pacific Nations Cup | Sélectionneur | Vainqueur                         | -                | 8e                                         |
| 2019  | Fidji     | Pacific Nations Cup | Sélectionneur | 2e                                | 3e de la poule D |                                            |